# Formula Regional Asian Championship
Het Formula Regional Asian Championship, voorheen het Aziatisch Formule 3-kampioenschap, is een autosportkampioenschap in het formuleracing. Het kampioenschap valt binnen de Formule Regional-categorie.
Tussen 2001 en 2008 werd al een Aziatisch Formule 3-kampioenschap georganiseerd, maar hier kwamen weinig bekende namen uit voort. Christian Jones, Ananda Mikola, Oliver Turvey, Frédéric Vervisch en James Winslow behoren tot de bekendste deelnemers van deze klasse. Races werden voornamelijk in het oosten van Azië gehouden. In 2007 werd tevens in het voorprogramma van de Grand Prix Formule 1 van Australië op het Albert Park Street Circuit gereden. In 2009 werd het kampioenschap uiteindelijk opgedoekt, aangezien er niet voldoende teams en coureurs zich hadden ingeschreven.
In 2018 werd door de FIA een nieuw Formule 3-kampioenschap in Azië opgericht. Het wordt georganiseerd door de Aziatische promotor Top Speed. De races vinden voornamelijk plaats in het oosten van het continent. In het eerste seizoen in 2018 werden vijf raceweekenden van elk drie races gehouden, wat resulteerde in een kalender van vijftien races. De kampioen ontvangt punten op diens FIA superlicentie.
In de eerste twee jaren werd het kampioenschap over een compleet jaar gehouden. In 2019 werd daarnaast ook een winterkampioenschap gehouden. Vanaf 2019-2020 wordt het hoofdkampioenschap gedurende de winter gehouden. Het seizoen loopt dan van december tot februari.
In december 2021 wijzigde het kampioenschap van naam naar het Formula Regional Asian Championship, toen de FIA besloot om de Formule 3-categorie te beëindigen. In het seizoen 2022 wordt onder deze naam gereden.
In het seizoen 2023 wilde Top Speed de naam van het Formula Regional Asian Championship gebruiken om een kampioenschap in Zuidoost-Azië te organiseren. De organisator besloot om het kampioenschap met circuits in het Midden-Oosten de naam Formula Regional Middle East Championship te geven.

## Auto
Het kampioenschap rijdt met auto's van Tatuus. De auto's zijn gebouwd van koolstofvezel en bevatten een monocoque chassis, inclusief een aantal veiligheidsvoorzieningen, waaronder een halo. De auto's bevatten een versnellingsbak met zes versnellingen en een turbomotor met 270 pk, gebouwd door Autotecnica.

## Kampioenen
| Jaar | Coureur        | Team                        | Tweede              | Derde           |
| ---- | -------------- | --------------------------- | ------------------- | --------------- |
| 2022 | Arthur Leclerc | Mumbai Falcons India Racing | Josep María Martí   | Isack Hadjar    |
| 2021 | Zhou Guanyu    | Abu Dhabi Racing by Prema   | Pierre-Louis Chovet | Jehan Daruvala  |
| 2020 | Joey Alders    | BlackArts Racing Team       | Jack Doohan         | Nikita Mazepin  |
| 2019 | Ukyo Sasahara  | Dragon Hitech GP            | Jack Doohan         | Daniel Cao      |
| 2018 | Raoul Hyman    | Dragon Hitech GP            | Jake Hughes         | Jaden Conwright |

### Winterkampioenschap
| Jaar | Coureur      | Team             | Tweede   | Derde               |
| ---- | ------------ | ---------------- | -------- | ------------------- |
| 2019 | Rinus VeeKay | Dragon Hitech GP | Ye Yifei | Alessandro Ghiretti |